# Giovanni Ellero
Giovanni Ellero (Tricesimo, 17 luglio 1910 – Oceano Indiano, 28 novembre 1942) è stato un etnologo italiano.

## Biografia
Giovanni Ellero nacque a Tricesimo il 17 luglio 1910. Si laureò in Giurisprudenza a Bologna nel 1931, in Scienze Politiche e Sindacali a Ferrara nel 1933, in Filosofia a Bologna nel 1935. 
Intraprese lo studio dell'amarico e del tigrino. Il 20 marzo 1936 ad Assisi sposò Pia Maria Pezzoli, avvocato bolognese. Il 15 maggio 1936 vinse il concorso da funzionario di Governo del Ministero dell'Africa Italiana ed il 25 luglio dello stesso anno partì, insieme con la moglie, per il Commissariato di Adua in Eritrea, entrando di diritto a far parte del colonialismo italiano.
Alla scelta africana di Giovanni e Pia contribuì particolarmente una visione culturale condivisa: la loro biblioteca testimonia l'inclinazione verso le esplorazioni, i viaggi, l'esotico. Nel 1939, durante una licenza, Giovanni visitò a Roma il grande orientalista ed etiopista Carlo Conti Rossini, sulla cui rivista Rassegna di Studi Etiopici (edita dall'Istituto per l'Oriente) egli aveva già pubblicato alcuni scritti. Altri suoi saggi compaiono nel Bollettino della R. Società Geografica Italiana e nell'Archivio per la raccolta e lo studio delle tradizioni popolari italiane.
Prestò servizio nell'Ufficio politico di Addigrat e, dopo vari incarichi presso diverse Residenze e Commissariati del Tigrè, fu Residente di Addi Ramât sino al febbraio 1941. Svolse compiti civili, militari e di amministrazione della giustizia, poiché nel sistema coloniale gli incarichi assegnati ai funzionari erano assai ampi. Prigioniero dei britannici, morì nell'affondamento della Nova Scotia, il 28 novembre 1942. Consumò le sue ultime ore esortando i compagni al coraggio e alla preghiera.